# Adolf Hermann Jaeger

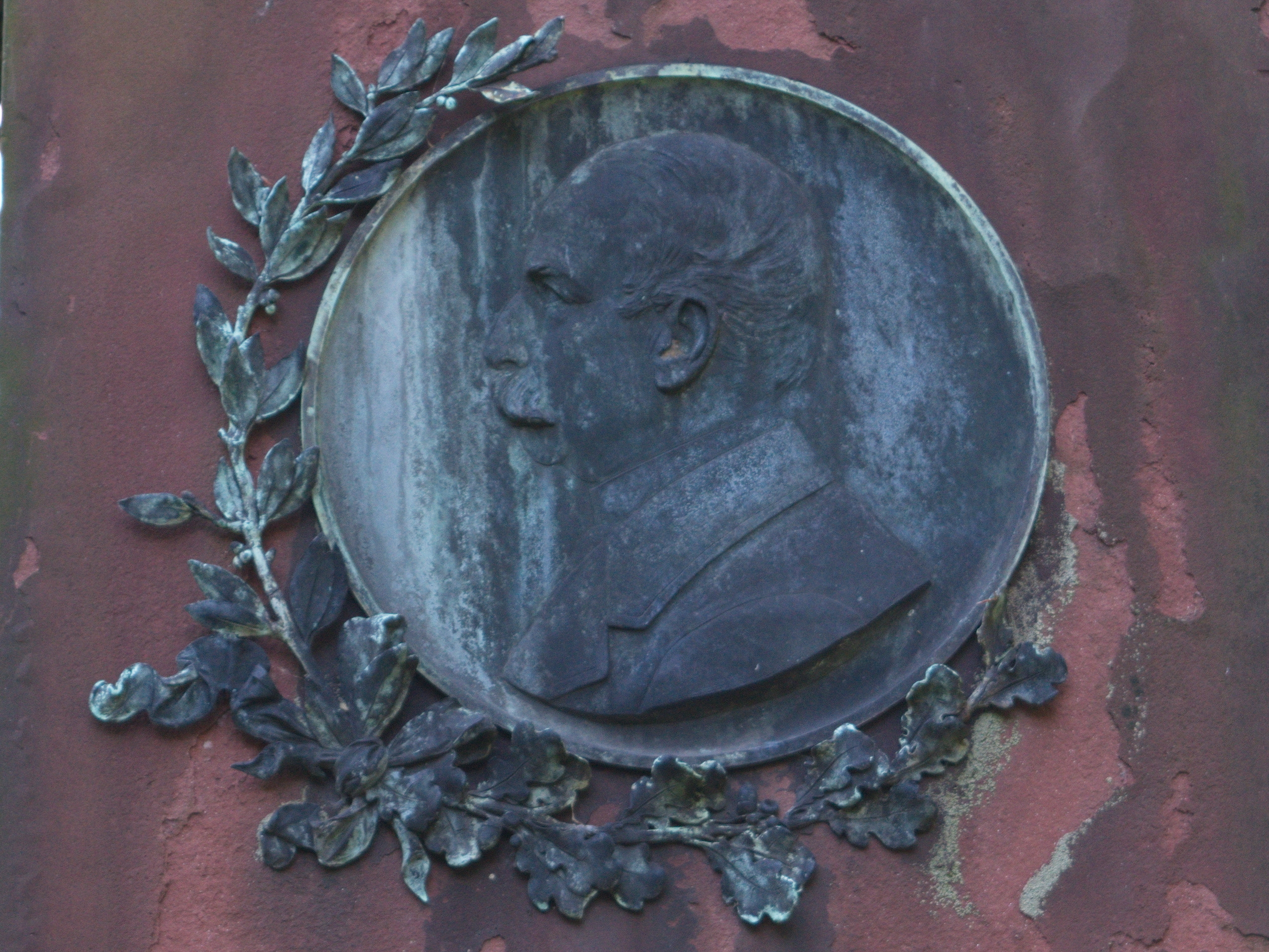
Medaillon auf dem Grabmal

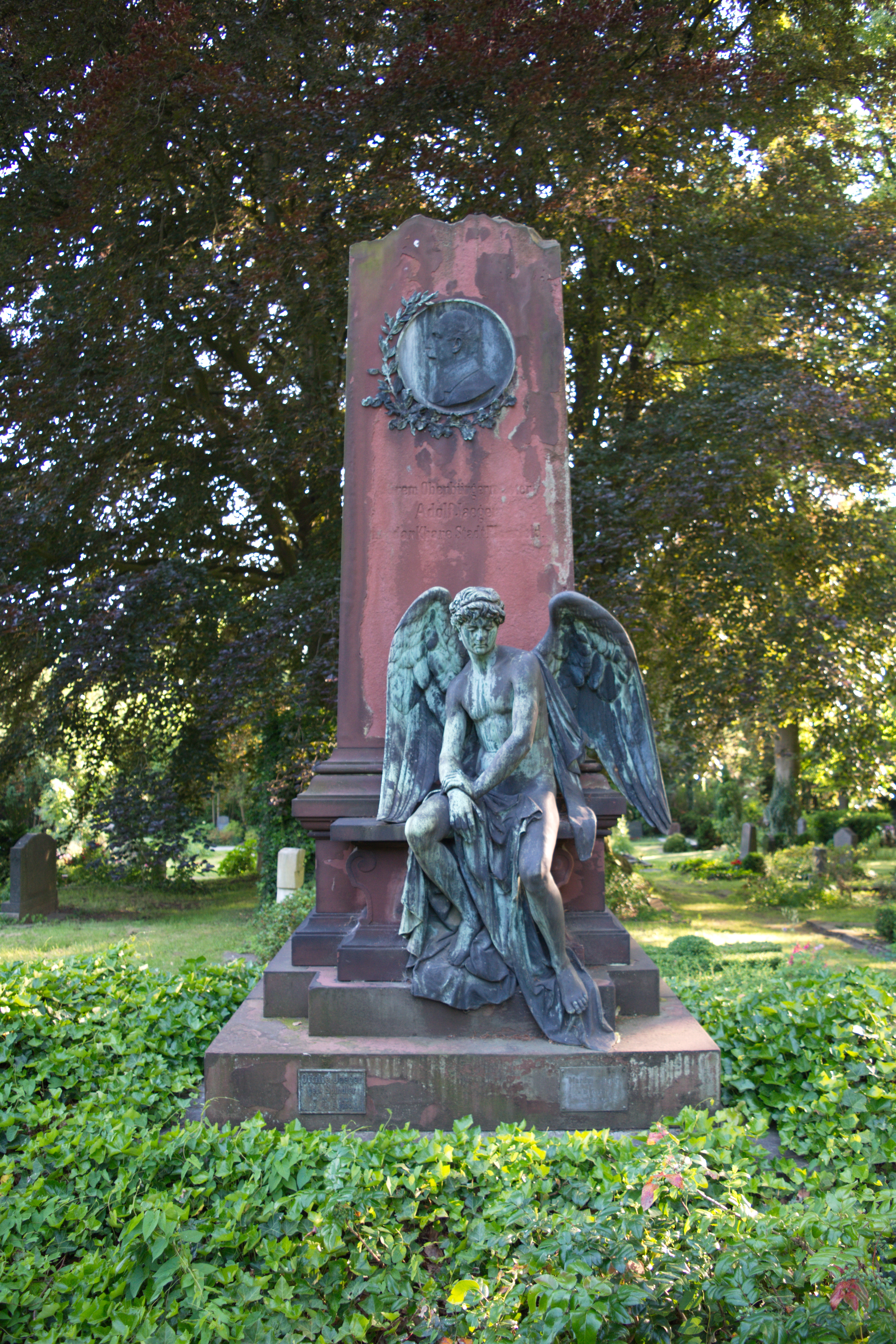
Grabmal (von Leo Müsch)

Adolf Hermann Jaeger (* 21. November 1832 in Elberfeld (heute Stadtteil von Wuppertal); † 8. Juni 1899 ebenda) war ein deutscher Verwaltungsjurist und Kommunalpolitiker. Von 1873 bis zu seinem Tod 1899 war er Oberbürgermeister der Stadt Elberfeld.

## Leben
Adolf Hermann Jaeger war ein Sohn des Apothekers Friedrich Jäger und dessen Frau Christiane Jaeger geb. Krückeberg. Sein Abitur legte er 1851 am Gymnasium Elberfeld ab. Er studierte Rechtswissenschaften in Heidelberg sowie Berlin und wurde Mitglied des Corps Suevia Heidelberg. Seit dem Jahr 1854 arbeitete er am Landgericht Elberfeld, erst als Auskultator, ab 1860 dann als Assessor. Am 2. Februar 1863 wechselte er zur Stadtverwaltung Elberfeld und wurde Erster Beigeordneter.

## Oberbürgermeister
Jaeger wurde am 28. Januar 1873, als Karl Emil Lischke sein Amt als Oberbürgermeister der Stadt Elberfeld niedergelegt hatte, dessen Nachfolger. Er soll der Stadt ihr neuzeitliches Gesicht gegeben haben. Unter seiner Amtsführung wurde der Bau des Rathauses am Neumarkt eingeleitet. Ebenso fallen in seine Amtszeit der Bau der Schwebebahn und der Stadthalle auf dem Johannisberg. Ferner schuf er den Durchbruch vom Hofkamp zur Königstraße. Er wurde mehrmals wiedergewählt und starb schließlich im Amt. Er liegt auf dem Lutherischen Friedhof an der Hochstraße in Elberfeld begraben.
Anlässlich der Einweihung des Bismarck-Denkmal, an dessen Planung Jaeger maßgeblich beteiligt war, wurde 1898 seine von Bildhauer Ludwig Brunow modellierte Marmorbüste im Rathaus aufgestellt. Stifter war August von der Heydt. Sie gilt als verloren.